# スターマイン (漫画)
『スターマイン』（STARMINE）は、ストロマによる日本の4コマ漫画作品。『まんが4コマぱれっと』（一迅社）にて、2009年1月号から2019年10月号まで連載された。

## あらすじ
ごく普通の高校生・陸田行成は流星群が降り注ぐある日の夜、「彼女!彼女超欲しい!!」と願いをかける。その翌日、自宅・玄関・十字路と様々な場所で行成に接触する少女たちと出会う。突然の出来事に困惑する行成だったが校内で1人の少女にキスをされ、願い事が叶ったことを告げられる。彼女たちの正体は行成が願い事をかけた「流れ星」。保護者役の天見 志染と共に行成と流れ星たちの同居生活が始まる。

## 登場人物
声の項はドラマCDのキャスト。「属性」に関しては主に第2巻帯の記述を元にしている。

### 陸田家＆星野姉妹
陸田 行成（おかだ ゆきなり）
声 - 島﨑信長
本作の主人公。2年A組。ある夜流星群を目撃し、「彼女欲しい！」と大声で願ったところ9人の彼女に押しかけられてなし崩し的に同居を始めることになってしまった苦労人。雑誌連載時のキャラクター紹介では「現状把握で手一杯」と書かれている。成績は「中の下」くらい、ハーレム漫画のお約束？通り女性には少々奥手で「ヘタレ」（志染談）だが思いやりに溢れた性格。女性の好みは巨乳派でその手の本も持っている。女性関係には真剣かつ真摯で、志染に「誰が好きか」と問われた際は真剣に悩んだりと、根は真面目。
幼いころはワガママな子供だったようだが、病気で母親を亡くして以来、欲求を自分の内に溜め込む性格となった。そのため定期的にガス抜きしなければ、軽い暴走を起こしてしまう。3巻では志染を相手にため込んだ性欲が暴走しかけるが、頭をステンレスボルトが大量に入った箱で叩かれて気絶したせいでとりあえず解消されたようだ。
父親と2人暮らしだったため料理はそれなりにできる様子。
学校では大抵誰かと一緒にいるので同級生からは妬まれることが多い。また、自然とイチャつく雰囲気になるので周囲から反感を買うこともある。
各単行本の最終エピソードで必ず流れ星っ娘の内の一人とキスをしている（各単行本の表紙の中心に大きく描かれている流れ星っ娘がその相手）。
星野 風見（ほしの かざみ）
声 - 沼倉愛美
属性：王道
流れ星っ娘その1。行成と同じクラス。お互い呼び捨てで呼び合っている（ちなみに、姉妹も全員呼び捨てしている）。
成績優秀で運動能力にも長け、スタイルもバランス面で随一な実力者。王道と称されるに相応しいハイスペックなスーパー彼女だが、行成の周囲を過剰に気にしており、姉妹や透、果ては男子である小原に至るまで、髪の毛のライバルレーダーが逆立って反応する。風見本人が行成一筋だけにその執念は相当なもので、あまり心の余裕はなく、周りから「風見は小さい」と言われることも。また行成に水着を見せるために海に来た、行成が風呂を覗きに来なかったことを本気で怪訝がるなど、痴女を思わせる言動も多い。
あまり背は高くない方で、姉妹間では確かに鈴・潮と並び「下から数えて」クラスであるが、一番高いと目される里梨との差はせいぜい頭1っ半程度であり、小児体型から未だ成長し切れない鈴・潮とは、スタイル的に一線を画している。
本職の新人美容師が全力でセットに取り組むも、泣きながらギブアップするくらい強力な癖毛。その強靭さゆえ、美少女ゲームヒロインでお馴染みなエアインテーク形状の前髪と、シッポの如く彼女の機嫌に対応して中央で一房自在に揺れる後髪を形成し、仕草・嬌声（特に、嫉妬で挙げる悲鳴）とあいまって、総じて猫を連想させるキャラクターである。
一方、人間以外の動物を非常に苦手としており、とりわけ猫はトラウマレベルでの天敵。
第1話初対面時、学校の校門で行成と出会い頭にキスをする展開など、やはり王道ヒロインらしく優遇されている。出番も多い。
彼女たちは行成の願いを叶えるまでは「流れ星」として活動していたため、「人間」としての知識や経験はほぼゼロに等しい。
星野 郷（ほしの きょう）
声 - 佳村はるか
属性：不思議 / エロテクニシャン
流れ星っ娘その2。行成と同じクラス。行成を「ゆーくん」と呼び、行成からは「郷ちゃん」と呼ばれる。大半の姉妹を呼び捨て（カタカナ表記が多い）するものの、「牧さん」（恒常的）や「せっちゃん」（雪華）など、この点はやや揺らぎがある。
何事にも動じないポーカーフェイスの持ち主だがその本性は相当積極的。やたらと行成とのスキンシップを図ってきたり一緒に寝ようと押しかけたりとその行動力は随一。それが転じて姉妹間でも「エロい」「一番ヤバい」という認識が強い。暴走中は瞳に多数の同心円が浮かぶ。まだ押しかけて間もない頃に行成の目の前で「好き」と明言した唯一の人物。
また、作中「スキンシップフェチ」と称される様に、常に誰かの身体に触れていないと落ち着かない性分で、特に行成と触れ合う機会を絶たれると、禁断症状を起こし暴走する。
姉妹中唯一、身長（161cm）と体重（49kg）が判明している。ちなみに姉妹の体格比較では中間ポジションに位置する。
学校での成績は風見に及ばず、里梨と並んで「ダメ」らしい。が知恵は回り、こと行成と一緒にいるための策略を多々打っては、おいしい思いを攫っている。
嫌いな食べ物を無自覚的に行成に「あーん」してしまう癖が発覚。ことごとく避けられていたため本人は嫌われているのかと消沈していたが、行成に真実を告げられ更に「嫌いになるなんてありえない」と告白され、そのお礼に「あーん」と称したキスをした。
自身の行動が災いし志染や里梨から暴力的に制裁されることが多く、大抵壁に頭を打って血痕を残している。通常の人間なら致命傷になりかねない重傷を負うこともしばしばであるが、彼女を含め星野姉妹は全員身体構造が非常に強靭であるらしく、多くの場合数コマ後には平気な顔をして物語に復帰している。
星野 叶得（ほしの かなえ）
声 - 五十嵐裕美
属性：ツンツン
流れ星っ娘その3。2年B組。行成を「行成君」と呼び、行成からは「叶得さん」と呼ばれる。姉妹及び志染に対しては総て呼び捨てにしている。
ヘアバンドが目印。仲間のことを優先しており、行成に対してはキツめの態度が目立つツンツン女子。その一方で小さくて可愛いものや動物に目がなく、その手のものが絡むと油断してみんなの前でとんでもない恥をかくことも。
胸の発育はあまり良くない。自身がかなり気にしており、この話題を振られると、つい感情的になってしまう。
初期は前述の通りキツい態度がデフォルトの、ともすれば「生理的に男嫌い」なキャラクターであったが、行成が自分の裸を見て謹慎、さらに自主的に書いていた反省文（半ば自虐に近い量）を読んだときにはその心情を吐露するくだりに呼応して、実は「背が高くて大きいから男の子が苦手」である事を告白した。以降、典型的なツンデレの振る舞いを見せる。行成に対して積極的な好意を示すことはないものの、台詞の端々にそれを暗示するような要素がある発言をして墓穴を掘ることも多い。風呂場や脱衣所などで定期的に行成と遭遇するため制裁を加えることがある。
裁縫が得意で、その技量はDCブランド顔負けの可愛いドレス（しかも2着同時）を、着手からたった1晩で仕上げてしまうほど。
行成からのお下がりながら、携帯電話を所有しているのは姉妹中では彼女のみである。長身の行成を目の前にするよりメールの方が話しやすいらしく、一時期は行成との会話を大量のメールのみで行っていた。
アルバイトが解禁された時は志染と同じ中華料理屋で働いたがその後も続いている。。
星野 繭（ほしの まゆ）
声 - 松嵜麗
属性：本の虫
流れ星っ娘その4。1年B組。行成を「行成さん」と呼び、行成からは「繭ちゃん」と呼ばれる。
眼鏡っ娘。礼儀正しく丁寧な口調だが緊張しやすく、テンパるとすぐに噛んでしまう(ろれつが怪しくなる)。読書が趣味で「本の虫」呼ばわりされることがある。読書の賜物か妄想力が逞しく、自分で妄想した内容に興奮していることも。そして行成と絡む妄想が発露すると、安請け合いしてしまうなど思慮が足りなくなる。
テストでは学年で1位をとり、ランダムな4桁x4桁の計算を電卓並に即答できるくらい頭脳明晰。その一方、オムライスの調理中に雪華から『塩・コショウ少々＝？』と問われ、ゴボウを手に本気で考え込んでしまう、おかゆを作る際になぜかブドウを持ち出す、勝手に無関係な食材・調味料を追加するなど、料理センスを致命的に欠いている。そのくせ牧乃が家事をできない状況では積極的に料理に参加しようとするため、雪華等からは非常に嫌がられている。
十口一成の作品を読んで以来、彼の大ファンになった。
また行成との会話や遊びの機会が自分には少ないと自覚しており、その時ばかりは同室同クラスの潮に対してもかなり強硬かつ積極的な手段に打って出る。
当初は後ろ髪の両端を左右で（やや引っ詰め気味に）にまとめていた髪型だったが、最近はまとめていないことも多い。前髪の内1本がハネており、時折彼女の感情に応じてピンとなったりへたれたりする。
6巻にて鶫の行成へのキスを見た影響と郷にそそのかされたことで「練習」を行おうとしたがアクシデントの結果、突然現れた行成とのキスを果たすことになる。
星野 里梨（ほしの さとり）
声 - 福原綾香
属性：姉御肌（もしくはお父さん）
流れ星っ娘その5。行成と同じクラス。行成や姉妹及び志染に対し、すべて呼び捨てしあう（ただし牧乃からはちゃん付けで呼ばれる）。
身長をはじめ姉妹の中で一番のプロポーションを誇り、運動神経も抜群。あらゆる運動部を制覇し、熱心に入部を勧められるものの、どこの部にも所属・活躍を望まない理由が『行成と一緒の時間が減るのが嫌だから。』と、結構純情な一面もある。他方成績はよろしくなく、風見から「脳筋」と呼ばれることがある。テレビ等に影響されやすい性格。
口が悪い。会話の端々で、ごくナチュラルに皮肉が飛び出す。
自身が巨乳であることを自覚し、また行成が巨乳好きであることを知っているため、その点では非常に強い自信を抱いている。生徒会長の二階堂に事故で胸を触られた際に、行成に「5倍揉め」と迫っている。後に「ムダに胸が大きい」という声に対して「実績がある」と返していた。
反面「下は（行成が好きか）わからないから」という理由でスカートが苦手であり、学校では制服にスパッツを併せて着用している。
牧乃とは別ベクトル（力節、あるいは理屈無用）で姉妹間の騒動を解決できるため、「お母さん」と評される牧乃に対して「お父さん」と評されることがあるが本人は全く望んでいない。
5巻では照れて口元を掻いた行成の仕草を勘違いしキスをした。
星野 牧乃（ほしの まきの）
声 - 大橋彩香
属性：母性
流れ星っ娘その6。2年B組。行成を「ユキ君」と呼び、行成からは「牧乃さん」と呼ばれる。学年は行成と同じだが、行成は彼女に対して敬語を使う。他の姉妹は「ちゃん」付け、志染は「さん」付けで呼ぶ。
家事全般に通じており、特に料理が得意。陸田家の台所を支えるお母さん的存在。ドジッ娘でもあり、間が悪かったりして八つ当たりを受けるなど受難多き人。海に行ったエピソードでは行成に日中水着姿を見せられなかったため、裸の行成が入っている男湯に水着を着て一緒に入るという前代未聞の行動を見せ、たまたま通りかかった志染からは「露出狂」のレッテルを貼られた。
姉妹中一番ダイエットの話題に敏感で、よくお腹周り(の贅肉)や二の腕の太さを気にしている。とはいえ発育はかなり良い方で、里梨・雪華と並ぶ巨乳組。その点は本人も意識するのみならず、行成に対し積極的アピールしている節がある。
彼女の説得にかかれば頑固な叶得でさえ行成との和解に赴いたりと、トラブルを解決するのに長けており、里梨からも「どこのお母さんだ」と言われているほど。
意外に大胆なアプローチとそれまで陸田家になかった母性を持ち合わせているため、牧乃の前では行成もかなりデレデレしている。鈴にそのことを指摘された際は有頂天に舞い上がった。ただしその魅力を鈴に問われた際には何も教えられることができなかったほど無力。
第3巻にて風邪をひいて倒れた際、看病し疲れて眠っている行成にキスをしようとしたが、志染から見られているのに気付いて未遂に終わる。第4巻にて夜食を食べようとした行成と喧嘩をした際の仲直りで、夜食と称して彼の唇を奪い、改めてキスに成功する。
星野 潮（ほしの うしお）
声 - 青木瑠璃子
属性：ちびっ娘
流れ星っ娘その7。1年B組。行成を「ユッキー」と呼び、行成からは「潮」と呼ばれる。姉妹及び志染は呼び捨てにしているが雪華だけは鈴と同じように「せっちゃん」と呼んでいる。
感情表現が豊かで、泣いたり笑ったりがすぐ顔に出る元気いっぱいのチビっ娘（特に風見に揶揄されるが本人は似たような背の風見に言われるのは心外らしい）。鈴や繭と同じ「チビっ娘組」ではあるが胸は姉妹の中では中間程度の大きさ。
ゲーム好きで、基本的にどのジャンルでも遊ぶが特に対戦型を好む。ただ、始めたてにもかかわらず行成に勝った位ですぐ調子に乗りゲーセンではボロ負けするなど実力があるのかは不明。ぬいぐるみも好き。全てに「2クレ」「4クレ」といった名前をつけているが、ゲーセンで行成からもらったうさぎのぬいぐるみにのみ「ユ」で始まる名前をつけて大切にしている。
クラスの友達からゲームを借りて、行成と一緒の時間を楽しんだりもしている。
行成が潮には甘いことを利用して、よくゲームなどをねだっている。3巻ではゲームのお礼として行成にキスをした。
星野 雪華（ほしの せつか）
声 - 原田ひとみ（4巻限定版・5巻特装版） / 佐藤利奈（6巻特装版）
属性：本能 / 3大欲求
流れ星っ娘その8。3年A組。行成を「ユキ」と呼び、行成からは「雪華さん」と呼ばれる。他の姉妹・志染は呼び捨てだが牧乃に対しては「牧」と呼ぶ。
黒髪ストレートロングの両こめかみ辺りと後髪一房を、シンプルな白リボンで軽く留めている。一見して日本人形を思わせる風貌、比較的高い身長そして巨乳と、里梨にも並ぶ抜群のスタイルを持つ。行成からも面と向かって美人と言われるほど。
にも関わらず、家での普段着は無地黒のトレーナーにスラックスの組み合わせで一張羅、行成に指摘されるまではノーブラで過ごす事に疑問を持たず、以降も洗濯中で替えが無ければ無いまま過ごす事をまるで気にしないなど、ファッションセンスとは甚だ縁遠い。
3大欲求の中でも睡眠欲と食欲に特化しており、それ以外は何も考えていないと周りからも言われる有様だが、素直ないい子。
甘いお菓子がこよなく好きで話題が嫌いな苦い菓子になると拗ね、菓子を手に入れるためなら行動力も普段からは想像も付かないほどにアップする。ただし本人は牧乃のご飯も同じくらい大好きなので、そのためにお菓子の量をセーブすると言った一面も見せることも。端的に「色気より食い気・眠気」な娘である。
他のキャラに比べて行成への好意を表に出すことは少ないが、3巻ではふたりきりでのランチを望んだり、5巻では行成のために「大胆な水着姿」を披露して「ユキ以外の前では着ないから」と発言することも。
星野 鈴（ほしの りん）
声 - 原紗友里
属性：妹
流れ星っ娘その9。3年A組。行成からは「鈴ちゃん」と呼ばれ、行成のことを「お兄ちゃん」、風見や牧乃のことを「○○お姉ちゃん」呼び、他姉妹も総て「○○ちゃん」呼びする。
3年生と行成よりも上級生（という設定）である。髪の両端を細いツインテールにまとめており、感情に呼応してぴこぴこ動く。幼いゆえか、大人っぽさに憧れている。
極度に興奮してしまうと鼻血が出てしまう体質の持ち主。
叶得製作の衣装を着て見違えるほど可愛くなったのに行成がボケた（ぬいぐるみの方を先に褒めた）り、それでも褒めたりしてもらいお約束と鼻血を出したりしたのだが、やはり本人は大人っぽさがいいらしく、牧乃のアドバイス（になっていない戯言）を真に受けて変身したこともあるが、行成と志染をシンクロで酷い目に遭わせ（熱いコーヒーを飲んでいたのを同時に吹かせ熱い目に遭わせてしまった）、本人も墓穴を掘ってしまい、大恥をかいてしまった。
天見 志染（あまみ しせん）
声 - 斎藤千和
属性：保護者
星野姉妹と行成の恋の行方を見守るために一緒にやってきた監査人。引率者あるいは保護者とも称されている。
行成からは「志染さん」と呼ばれている一方、行成を名前で呼ぶ事はまったく無く、「貴方(あなた)」「アナタ」「彼」と呼ぶ。
前髪の真ん中がロングの後ろ髪並みにのびており、鼻のあたりで左に折れている特徴的な髪型をしている。
言動および立場から、行成・姉妹を差し置き最も年上だが、作中この点を明示されたことは無い。たとえば姉妹と並んで比較した場合、身長は「下から数えて」クラスであり、体格も相当華奢(きゃしゃ)であることや、公立中学校の制服にありがちな典型的セーラー服を普段着としているため、仮に『最も年下である。』と称しても、外見上あまり違和感が無い。
姉妹たちを取りまとめるという立場からかオマケ漫画では長老や園長先生などの役割を与えられている。
自分の都合で陸田家に姉妹九人を同居させたり、お友達の猫に飼いもしないのに首輪を着けたり（本人は贈り物と主張）とセンスのずれた面も多く、当初行成はあまり当てにしていなかった（姉妹からも殆ど呼び捨てのタメ口で話される）。しかし、暴走した風見や郷を抑えられるのは志染をおいて他におらず、段々と行成との会話も軽妙なやりとりに変化している。行成をかわいい子と思っており、9人の内誰が好きかを（冗談で）訊いたときの行成の真剣な眼差しに満足したようで安心しなさいと助言したこともある。また、そんな真剣な問いをしといて行成と手を繋いで帰ろうなどと、茶目っ気も見せる。
姉妹以上に行成とある種のハプニング（着替えに出くわす、下着を見られる、恥ずかしいスクール水着姿を見られる等）に遭遇することが多くそのたびに制裁している。だが初期は流血を伴う、記憶を失うといったハードな物が多かったのに対し、交流を深めるに連れてはたく、つねるといったソフトなものに変化しつつある。
動物に好かれやすく、猫くんは友達。見た目相応にかわいいぬいぐるみも好きなようだ。
姉妹が登校中の日中は暇な時間を持て余すゆえ、商店街にて「中華料理店の給仕」をメインに「書店員」「おもちゃ屋店員」「ゲームセンター店員」など様々なバイトをこなしている。そのため顔が広く、さながらアイドル的存在と化している。
登場頻度は結構高く、陸田家が舞台ならほぼ確実に現れるキャラクター。

### 行成たちの友達
七海 透（ななみ とおる）
声 - 藤田咲
行成のクラスメイト。中学から同じクラス。ただし「幼馴染」を称するには、やや遠い距離感な間柄である。
突如現れた星野姉妹に行成よりも驚いている。行成に恋愛感情を抱いているが、星野姉妹の前には霞みがちで行成もその好意には気付いていない。自分でも作中の自分の扱いを気にしており、単行本1巻のカバー裏に追いやられた時はその扱いにぼやいていた。登場初期は風見のライバルレーダーに反応するなど恋敵として見られていたこともあったが、そこから進展も動きも無いので、一時期は候補から外されていた。ここぞというチャンスに弱い。
カラオケに行成を誘いながらも星野姉妹（＋志染）に押し掛けられ、さらに別部屋にされてしまうなど不遇。その際は吹っ切れたのか普段謳わないようなデスメタル系の曲を熱唱した。
単行本3巻収録の話で星野姉妹（＋志染）が陸田家で同居していることを知らされる。それからは（本来恋敵であるはずの）星野姉妹（＋志染）と接する機会も多く、行成と星野姉妹（＋志染）が温泉旅行に行った際には姉妹全員からお土産をもらうなど、姉妹全員と仲が良い数少ない人物となる（風見からは「一番の友達」と言われているほど）。
飼い犬の名は「ゴロ」。
小原 健治（おはら けんじ）
行成のクラスメイト。小学校から同じクラス。陸田家の向かいに住んでおり、行成とは仲が良く、行成の「家庭事情」を知る人物でもある。行成からは「小原君」と呼ばれている。
一見小太りのオタク風だが、実際は体格が良く柔道部のエースであり成績も風見以上に優秀でその上人当たりも良いナイスガイ。2巻でゲームも上手と判明。
吉尾 巧（よしお たくみ）
行成のイトコで一学年上の3年生。年は行成よりも上で学年で言えば先輩にあたるが、お互い呼び捨てで呼び合うほど仲は良い（どちらかと言えば「悪友」の類である）。
祖父が海の宿のオーナーで、毎年仲間内で泊まりにいっている（タダ。ただし海の家を手伝う必要がある）。デリカシーに少々欠け、余計な一言が多い。行成が流星群に彼女欲しいと願ったことを知っているので冒頭で行成が電話していた相手は彼の可能性が高い。2巻では出番がなかった。
山中 加代子（やまなか かよこ）
行成たちの友達。透が行成に好意を持っているのを知っており、「陸田君が来るかも」と電話して透を休日学校に釣ったこともある。
陸上部だが体育の授業の持久走では、里梨はおろか風見にも抜かされている。
脇役も脇役だが、単行本1巻では透たちを差し置いて冒頭のカラーページに登場した（しかも締め）。
桑畑 武典（くわはた たけのり）
行成のクラスメイト。黒縁の眼鏡をかけている。
登場人物の中でも行成が急にモテだしたことに対し特に強い嫉妬心を抱いており、初登場時の球技大会ではクラスが優勝した理由を「陸田をグーで殴りたいという思いでクラスが一丸となったから」と発言したり、ゲームショップで行成と志染が一緒にアルバイトをしている様子を見て「お前の名前を死亡退場キャラにつけてプレイしてやる」と泣き出すなどしている。
なお本人は顔なら自分の方が行成より上だと思っているようだが、友人の田沼勇介に言わせれば「顔こそ向こうの方が上」らしい。

### その他の登場人物
行成の父（陸田 一成）
行成の父親で有名な小説家。ペンネームは「十口 一成（とぐち いっせい）」。だが本編中では会話に出てくるのみでその姿はなく、5巻でシルエットが出た程度。
行成の帰宅よりも先に挨拶に来た星野姉妹を見て、空気を読んだのか電波を読んだのか荷物を抱えて南米辺りに行ってしまったらしい。だが、出て行ってそれっきりというわけではなく、志染からの定期報告を受けたり、生活する上での「お小遣い」と称した資金援助を行っている様子。
繭曰く「とても穏やかで優しい雰囲気の素敵な笑顔の方」との事。趣味は釣り。
吉尾の祖父
吉尾の祖父で、海の宿のオーナー。やたらフランクなじいさん。女の好みは巨乳派らしい。孫に対する言動は結構辛辣。
猫くん（仮）
志染のお友達である猫。
人懐っこく、風見以外のほぼ全員に可愛がられ、志染からは特注の首輪を贈られた。雄で野良。
名前はまだないが『まんが4コマぱれっと』連載のハシラではこのように記載されている。
二階道 優雅（にかいどう ゆうが）
3年生でテニス部部長。金髪の長髪で、後ろ髪を2本の緩い縦ロールに纏めている。語尾に「〜ですわ」などと付けるなど、お嬢様風の雰囲気を有している。
部活見学に来た里梨と対戦し、完敗。その際に落涙しながら「我が部の看板は貴方の物ですわ」と妙な反応を示す。その後運動能力の高さを持て余している里梨を是が非でも入部させたくて勧誘行動を起こすが、同席させた秀治の言動により失敗に終わる。そしてその後の「一件」によって優雅が手を回し、里梨への勧誘活動はなりを潜めた。その後も里梨とは仲が良いらしく、本来は部員ではない星野姉妹達に部のシャワー室を使えるようにしてあげたりと色々と便宜を図ってくれることも。
鈴や雪華とは同じクラスであり友人である。
その容姿や初登場時の態度等から勘違いされがちだが、上記の一件を見て見ぬふりするなど、兄とは対照的に常識的で良識的。その後は変態的な言動を繰り返す兄に突っ込んだり制裁を加えるなどの出番が主。
二階道 秀治（にかいどう しゅうじ）
二階道優雅の双子の兄で生徒会長。眼鏡を掛けた美形だが、性格は空気が読めず、変態である。
優雅が里梨を部活に勧誘する際、交渉の補佐として同席させるが、上記のような性格のため役には立たず、揚句ハプニングで里梨の胸を揉んでしまった上に変態的な発言をしてしまったため彼女の逆鱗に触れ、交渉は不調に終わる。
伊塔 志穂香（いとう　しほか）
3年生で剣道部副部長。
鈴や雪華、優雅とは同じクラスであり友人である。本格的に登場したのは5巻だが、2巻にて剣道部代表のモブキャラとして登場している。貧乳。
古川 いより（こかわ　いより）
1年生で図書委員。
潮や繭とは同じクラスであり友人である。本格的に登場したのは4巻だが、3巻にて球技大会（女子ソフトボール）のモブキャラとして登場している。あだなは「よりりん」。
初登場時、行成の事を繭の恋人だと思っていたが潮からも同じことを聞かされており、二股だと勘違いをする。後日、風見達との登校姿を見て五股と勘違いをする。
潮とは休み時間に携帯ゲームの貸し借りをする仲
石橋 友香（いしばし　ゆか）
1年生で潮や繭とは同じクラスであり友人である。本格的に登場したのは7巻だが、3巻にて球技大会（女子ソフトボール）のモブキャラとして登場している。その際、行成の事を繭の恋人だと思っていた。あだなは「ゆかちー」。
初登場時、桑畑と田沼のナンパに絡まれるも古川いよりの機転で脱出し、その後改めて行成に自己紹介をした。
潮とは休み時間に携帯ゲームで遊ぶ仲。
空閑 鶫（くが　つぐみ）
行成が中3の秋頃まで食事の世話をしてもらっていた元・家政婦。既婚。行成のことは「ゆっくん」と呼ぶ。
一成に頼まれ、行成たちの様子を見に来た。主婦だけあって料理が上手く、里梨が「牧乃が作った料理より美味い」と絶賛するほど。
中華料理屋店主
志染のバイト先である中華料理屋の店主。気の良い男性でバイトに来た叶得が男性客に対して泣いているところを見ると「ちょっとずつ慣れていってくれればいい」と優しい一面を見せる反面、行成が志染に連れられて昼食を食べに来た時は「ついにウチもデートスポットになったか」とからかった。
彼の経営する中華料理店の客はほぼ男性客で志染曰く「気の良いおじさんたち」とのこと。
中華料理屋の常連の皆さん
志染のバイト先である中華料理屋の常連客。見た目はごついが気の良いおじさん達で、バイトに来た叶得が男性客が苦手と言う事を志染に相談しているところを見ると「おじさんたちも半分女装しようか？」と実際に女装した。その後様子を見に来た行成に叶得が抱き着くところを見ると「叶得ちゃんが男に抱き着いただと・・・・・・！？」と女装姿で驚いた。
叶得がバイト出来ている日はみんなして女装している様子。

## 舞台

### 陸田家
行成、星野姉妹、志染の計11人が暮らす大所帯。元は行成と父の二人暮らしであったために、落差は大きい。
部屋割りはコミケ限定の小冊子ぱれっとnano (Vol.3) によると以下の通り。
- 行成：一人部屋（自室）
- 志染：（元）父の書斎
- 風見、雪華、鈴：（元）父の寝室
- 繭、潮：客間
- 郷、里梨：空き部屋（その1）
- 叶得、牧乃：空き部屋（その2）
- 空き部屋にはクーラーがない。

### 学校（県立晴岳高等学校）
みんなが通う学校。ただし運動部はちょっと変、というか変わった（ある意味ノリのよい）人が多い。

### 海の宿・海の家
吉尾の祖父がやっている民宿と海の家。でも露天風呂もあるのでむしろ旅館である。場所は明確にされていないが、単行本の書き下ろしイラストではみんなが電車に乗っている描写があった。

## 商業的評価
週間単行本売り上げランキングCOMIC ZIN調べで、単行本第4巻が2013年7月22日から7月28日までで第3位、第5巻が2014年5月19日から5月25日までで第10位を獲得した。

## 書誌情報
- ストロマ 『スターマイン』 一迅社〈4コマKINGSぱれっとコミックス〉、全10巻
  1. 2010年3月20日発売[10]、ISBN 978-4-7580-8072-9
  2. 2011年4月22日発売[11][12]、ISBN 978-4-7580-8120-7
  3. 2012年4月21日発売[13][14]、ISBN 978-4-7580-8148-1
  4. 2013年7月22日発売[15][16]、ISBN 978-4-7580-8183-2 / 限定版（同日発売[17]）、 ISBN 978-4-7580-8184-9
  5. 2014年5月22日発売[18][19]、ISBN 978-4-7580-8206-8 / 特装版（同日発売[20]）、 ISBN 978-4-7580-8207-5
  6. 2015年11月21日発売[21]、ISBN 978-4-7580-8250-1 / 特装版（同日発売[22]）、 ISBN 978-4-7580-8251-8
  7. 2016年11月22日発売[23]、ISBN 978-4-7580-8273-0
  8. 2017年10月21日発売[24]、ISBN 978-4-7580-8297-6
  9. 2018年11月21日発売[25]、ISBN 978-4-7580-8316-4
  10. 2019年11月21日発売[26]、ISBN 978-4-7580-8337-9